# Chiesa della Beata Vergine Annunciata (Onsernone)
La chiesa parrocchiale della Beata Vergine Annunciata è un edificio religioso che si trova a Vergeletto, frazione di Onsernone in Canton Ticino.

## Storia
L'edificio fu eretto nel 1658.

## Descrizione
La chiesa ha una pianta ad unica navata, affiancata da due cappelle laterali.